# Drino atropivora
Drino atropivora är en tvåvingeart som först beskrevs av Robineau-desvoidy 1830.  Drino atropivora ingår i släktet Drino och familjen parasitflugor. Inga underarter finns listade i Catalogue of Life.